# Рохау
Рохау (нім. Rochau) — громада в Німеччині, розташована в землі Саксонія-Ангальт. Входить до складу району Штендаль. Складова частина об'єднання громад Арнебург-Гольдбек.
Площа — 39,01 км2. Населення становить 988 ос. (станом на 31 грудня 2021).